# Frederick D. Gardner
Frederick Dozier Gardner, född 6 november 1869 i Hickman, Kentucky, död 18 december 1933 i Saint Louis, Missouri, var en amerikansk demokratisk politiker. Han var Missouris guvernör 1917–1921.
Gardner studerade vid Harvard University och var verksam som affärsman i Saint Louis. Han var delägare i ett företag som tillverkade likkistor, St. Louis Coffin Company, som expanderade sin verksamhet från Missouri till Texas och Tennessee.
Gardner efterträdde 1917 Elliot Woolfolk Major som Missouris guvernör och efterträddes 1921 av Arthur Hyde.
Gardner avled 1933 och gravsattes på Bellefontaine Cemetery i Saint Louis.